# Мордовская Карагужа
Мордовская Карагужа — село в Радищевском районе Ульяновской области России, в составе Ореховского сельского поселения.
Население - 324 (2010)

## География
Село находится в пределах Приволжской возвышенности, являющейся частью Восточно-Европейской равнины, на правом берегу реки Карагужа (левый приток Терешки) на высоте около 130 метров над уровнем моря. Почвы - чернозёмы выщелоченные и чернозёмы остаточно-карбонатные.
Село расположено примерно в 22 км по прямой в восточном направлении от районного центра посёлка городского типа Радищево. По автомобильным дорогам расстояние до районного центра составляет 62 км, до областного центра города Ульяновска - 200 км, до города Сызрань (Самарская область) - 54 км, до города Хвалынска (Саратовская область) - 50 км. 
Часовой пояс
Мордовская Карагужа, как и вся Ульяновская область, находится в часовой зоне МСК+1. Смещение применяемого времени относительно UTC составляет +4:00.

## История
Мордовская Карагужа (Наймано-Славкино), село на реке Карагуже, возникло в первой половине XVIII века. Население — мордва. Основано переселенцами из деревень Найман и Славкино современных Павловского и Николаевского районов. 
В Списке населённых мест Российской империи по сведениям за 1859 год Мордовская Карагужа (оно же Наймано-Славкино) упоминается как казённое село Хвалынского уезда Саратовской губернии, расположенное при речке Карагуже по левую сторону Казанского почтового тракта из Волгска через Хвалынск в город Сызрань на расстоянии 35 вёрст от уездного города. В населённом пункте насчитывалось 86 дворов, проживали 335 мужчин и 364 женщины, имелась православная церковь. 
Согласно переписи 1897 года в Мордовской Карагуже проживали 1480 жителей (745 мужчин и 735 женщин), из них православных - 1478.
В 1904 году местными прихожанами была построена деревянная церковь с приделом Казанской иконы Божьей Матери и колокольней.
Согласно Списку населённых мест Саратовской губернии 1914 года Мордовская Карагужа относилась к Ново-Спасской волости. По сведениям за 1911 год в селе проживали преимущественно бывшие государственные крестьяне, мордва, составлявшие 1 сельское общество. Всего в селе насчитывалось 287 приписанных и 8 посторонних хозяйств (дворов), проживали 1935 жителей. В селе имелись церковь и церковно-приходская школа.
В 1920-х годах мордовскими переселенцами из сёл Вязовка, Старая Лебежайка и Мордовская Карагужа, был основан хутор Калиновский, в 1967 году затоплен Саратовским водохранилищем.

## Население
Динамика численности населения по годам:
| Годы      | 1859 | 1897 | 1911 | 2002 |
| --------- | ---- | ---- | ---- | ---- |
| Население | 699  | 1480 | 1935 | 469  |

| 2010 |
| ---- |
| 324  |

Национальный состав
Согласно результатам переписи 2002 года мордва составляли 74 % населения села.

## Достопримечательности
- Памятник погибшим воинам в Великой Отечественной войне (1975)[14]